# Eusebia Palomino Yenes
Eusebia Palomino Yenes (Cantalpino, 15 dicembre 1899 – Valverde del Camino, 10 febbraio 1935) è stata una religiosa spagnola facente parte della congregazione delle Figlie di Maria Ausiliatrice. Fu beatificata nel 2004 da papa Giovanni Paolo II.

## Biografia
Eusebia Palomino Yenes nacque il 15 dicembre 1899 a Cantalpino in provincia di Salamanca, Spagna. Fu la terza di quattro figli di Agustin Palomino, un bracciante agricolo stagionale, e Juana Yenes de Villaflores. Sua sorella maggiore si chiamava Dolores.
Durante l'inverno il padre, in mancanza di lavoro, era solito recarsi nei paesi limitrofi per mendicare cibo: Eusebia lo accompagnò in questi piccoli viaggi fino al 1909. Fu proprio il padre ad insegnarle il catechismo. Eusebia ricevette la prima comunione all'età di otto anni; ella descrisse questo sacramento come la sua "prima chiamata all'incontro con Gesù Cristo". Nel 1906 entrò in una scuola femminile, ma la lasciò per sostentare con il suo lavoro la famiglia.
Lavorò prima come domestica in una famiglia benestante di Salamanca, poi prestò servizio nel 1911 in un orfanotrofio con la sorella maggiore Dolores. Una volta alla settimana si recava nella cappella della Scuola dello Spirito Santo gestita dalle Suore Salesiane di Don Bosco, e così ebbe modo di incontrarle. Le suore le chiesero se avesse vuoluto lavorare per loro. Eusebia accettò l'invito ed iniziò a servire le monache cucinando per loro, pulendo le aule, raccogliendo la legna da ardere e servendole. Conobbe anche gli studenti; alcuni, vedendo in lei doti particolari, la ammiravano e la cercavano per chiederle consigli.
Eusebia iniziò a coltivare il desiderio di diventare anch'ella suora, ma non osò chiedere nulla alle monache perché temeva di essere rifiutata a causa della sua povertà e della sua scarsa istruzione. Confessò questo suo desiderio ad un superiore in visita il quale le disse che, a nome della Madre Generale, sarebbe stata presto accettata all'interno della congregazione. Fu ammessa come postulante il 31 gennaio 1921 e prese l'abito il 5 maggio 1922. Il 5 agosto 1922 Eusebia iniziò il suo noviziato a Barcellona ed emise la prima professione religiosa nell'agosto del 1924, quando fu trasferita nella casa di Valverde del Camino.
Al suo arrivo venne schernita per il suo aspetto fisico dagli studenti. Rimase indifferente a questi comportamenti e si occupò con dedizione alle faccende quotidiane. Gli studenti iniziarono ad osservarla per la sua cultura spirituale e la sua pietà, ed in seguito rimasero affascinati dalle storie di santi che lei raccontava loro, e, in particolare, dalla vita di san Giovanni Bosco. Molti sacerdoti e religiosi si recavano spesso da lei a chiederle consiglio. Praticò e diffuse la devozione alle cinque piaghe di Gesù, a Maria e alla via crucis. Fu animata dall'amore per l'eucaristia. Nel 1930 emise la professione solenne.
Durante l'aumento dei disordini e l'emergere del sentimento antireligioso in Spagna negli anni '30, si rese disponibile ad aiutare chiunque avesse bisogno. Nell'agosto 1932 contrasse una malattia sconosciuta che i medici non riuscirono a diagnosticare. La sua asma, che era sempre stata "lieve", peggiorò. Oltre a ciò, fu afflitta da altri dolori ed infermità. Il 4 ottobre 1934 chiese alle sue sorelle di supplicare Dio di proteggere la Catalogna.
Suor Eusebia morì in odore di santità il 10 febbraio 1935, dopo aver predetto che il sentimento antireligioso sarebbe degenerato in un grave conflitto, avvenuto poco dopo con la guerra civile spagnola.

## La beatificazione
Il 15 dicembre 1981, dopo l'emissione del nihil obstat da parte della Congregazione delle cause dei santi, venne introdotto il processo di beatificazione di suor Eusebia. La congregazione, subito dopo l'apertura della causa, le conferì il titolo di serva di Dio. La procedura diocesana venne aperta nella diocesi di Huelva dove l'arcivescovo Rafael González Moralejo sovrintese al processo dal 12 aprile 1982 al 15 settembre 1984.
A Roma la Congregazione delle cause dei santi convalidò gli atti processuali diocesani il 20 dicembre 1985 e ricevette la Positio nel 1990. La commissione dei teologi approvò la causa il 14 maggio 1996, mentre la Congregazione, a sua volta, l'approvò il 5 novembre 1996. Papa Giovanni Paolo II firmò il decreto sulle sue virtù eroiche e così la proclamò venerabile il 17 dicembre 1996.
Ai fini della beatificazione del candidato, la Chiesa cattolica richiede la convalida di un miracolo, ritenuto scientificamente inspiegabile da una commissione medica, attribuito all'intercessione del soggetto in esame. 
Un miracolo avvenuto per intercessione di suor Eusebia venne studiato e convalidato dalla Congregazione delle cause dei santi il 5 febbraio 1999. Fu riconosciuto successivamente dalla commissione medica il 22 novembre 2001, dalla commissione dei teologi il 30 maggio 2003, e ancora dalla Congregazione delle cause dei santi il 16 dicembre 2003. Giovanni Paolo II, a sua volta, approvò il miracolo il 20 dicembre 2003.
Giovanni Paolo II beatificò suor Eusebia il 25 aprile 2004 durante una cerimonia solenne in piazza San Pietro. Il postulatore della causa di canonizzazione fu il sacerdote salesiano Pierluigi Cameroni.
La memoria della beata Eusebia Palomino Yenes ricorre il 10 febbraio, mentre il 9 febbraio per la Famiglia Salesiana.